# Rocca d'Arazzo
Rocca d'Arazzo là một đô thị ở tỉnh Asti vùng Piedmont thuộc Ý, nằm ở vị trí cách khoảng 50 km về phía đông nam của Torino và khoảng 8 km về phía đông nam của Asti. Tại thời điểm ngày 31 tháng 12 năm 2004, đô thị này có dân số 942 người và diện tích là 12,6 km².
Rocca d'Arazzo giáp các đô thị: Asti, Azzano d'Asti, Castello di Annone, Mombercelli, Montaldo Scarampi, Montegrosso d'Asti, Rocchetta Tanaro và Vigliano d'Asti.